# Вилхелм Миклас
Вилхелм Миклас (Кремс, 15. октобар 1872. – Беч, 20. март 1956) био је аустријски политичар и председник Аустрије од 1928. до Аншлуса од стране Трећег рајха 1938.

## Младост
Рођен је као син поштанског чиновника у Кремсу, у Цислејтанији у Доњој Аустрији. Миклас је завршио средњу школу у Зајтенштетену и наставио да студира историју и географију на Универзитету у Бечу. Од 1905. до 1922. Миклас је био директор Савезне средње школе у Хорну, малом граду у доњоаустријској области Валдфиртел.

## Рана политичка каријера
Године 1907. Миклас је изабран у парламент Царског савета (Рајхсрат -  ) као члан Хришћанско-социјалне партије. 1911. изабран је на посланичко место у Привременој скупштини Немачке-Аустрије и у Уставотворној скупштини Прве аустријске републике. Био је противник немачког национализма: изјаснио се против ближег повезивања са Вајмарском републиком и одиграо кључну улогу у усвајању црвено-бело-црвене аустријске заставе.
Године 1919. Миклас је постављен за државног секретара у аустријској влади канцелара Карла Ренера. Од 1923. до 1928. био је председник Националног савета.

## Председник Аустрије
Савезна скупштина је изабрала Микласа за председника Аустрије 10. децембра 1928. Миклас је поново изабран од стране Савезне скупштине 9. октобра 1931, иако су амандмани на Устав из 1929. захтевали народне изборе. Овим амандманом мандат аустријског председника је продужен на шест година.
Када је 1933. године, канцелар Енгелберт Долфус распустио аустријски Парламент, наставак седница био је опструисан масовним присуством полицијских снага, као и паравојних трупа Хајмвера на челу са Емилом Фејем.
Председник Миклас је остао пасиван 20. маја, када је влада успоставила Отаџбински фронт и потом забранила Комунистичку партију, аустријски огранак Нацистичке партије и паравојну организацију Социјалдемократско-републикански савез за заштиту. Забрана Радничких новина и мере против аустријског радничког покрета довеле су до избијања аустријског грађанског рата 12. фебруара 1934. године. Као резултат тога, забрањена је и Социјалдемократска партија, а аустрофашистичка идеологија је наметнута у Савезној држави Аустрији. Ауторитарне мере нису имале утицаја на функцију председника. У својим приватним записима, Миклас је јасно осудио кршење устава од стране Долфуса и његовог наследника Курта Шушнига, али није отворено критиковао политику владе.
Миклас је био веома непопуларан међу аустријским нацистима, јер је одбио да ублажи смртне казне изречене убицама Долфуса након неуспелог јулског пуча 1934. С обзиром на све већи притисак нацистичке Немачке, аустрофашистичка држава се приближила Краљевини Италији под Дучеом Бенитом Мусолинијем и 1936. Краљевини Мађарској регента Миклоша Хортија.
Након што је аустријског канцелара Шушнига Адолф Хитлер позвао 12. фебруара 1938. у Бергхоф да прими немачке захтеве, Миклас је понудио амнестију затвореним аустријским нацистима. Ипак, одбијао је да преда националну полицију Аустро-фашисти Артуру Зајс-Инкварту. Међутим, када је Хитлер наредио операције Вермахта дуж границе, председник је био приморан да попусти и поставио је Зајс-Инкварта за министра унутрашњих послова Аустрије.
Шушниг је 9. марта 1938. најавио плебисцит о аустријској независности који се одржао у року од четири дана. Заузврат, 11. марта Херман Геринг је захтевао да Зајс-Инкварт замени Шушнига на месту канцелара; у супротном, немачке снаге би следећег дана прегазиле Аустрију.
Након што је Хитлер добио потврду од Мусолинија да се Италија неће мешати, издао је наређење да немачке трупе уђу у зору следећег дана (Операција Ото -  ). Миклас је капитулирао у поноћ, објављујући да је поставио Зајс-Инкварта за новог канцелара. Када су немачке трупе у зору следећег дана прешле границу, аустријске оружане снаге нису пружале отпор и народ је Немце углавном дочекао као хероје.
Миклас је, због свог првобитног одбијања, завршио у кућном притвору, али га је заштитио од малтретирања будући пуковник Вафен-СС Ото Скорцени. Проглашењем "закона о поновном уједињењу Аустрије са Немачким Рајхом " од стране Зајс-Инкварта 13. марта, функције аустријског канцелара и аустријског председника су угашене. Док је Шушниг завршио у затвору, Миклас је напустио политику и отишао у пензију.

## После Другог светског рата
После Другог светског рата, Миклас је одбио да се поново кандидује за председника, у корист Карла Ренера.
Преминуо је 20. марта 1956. у Бечу.